# 布多爾菲教堂

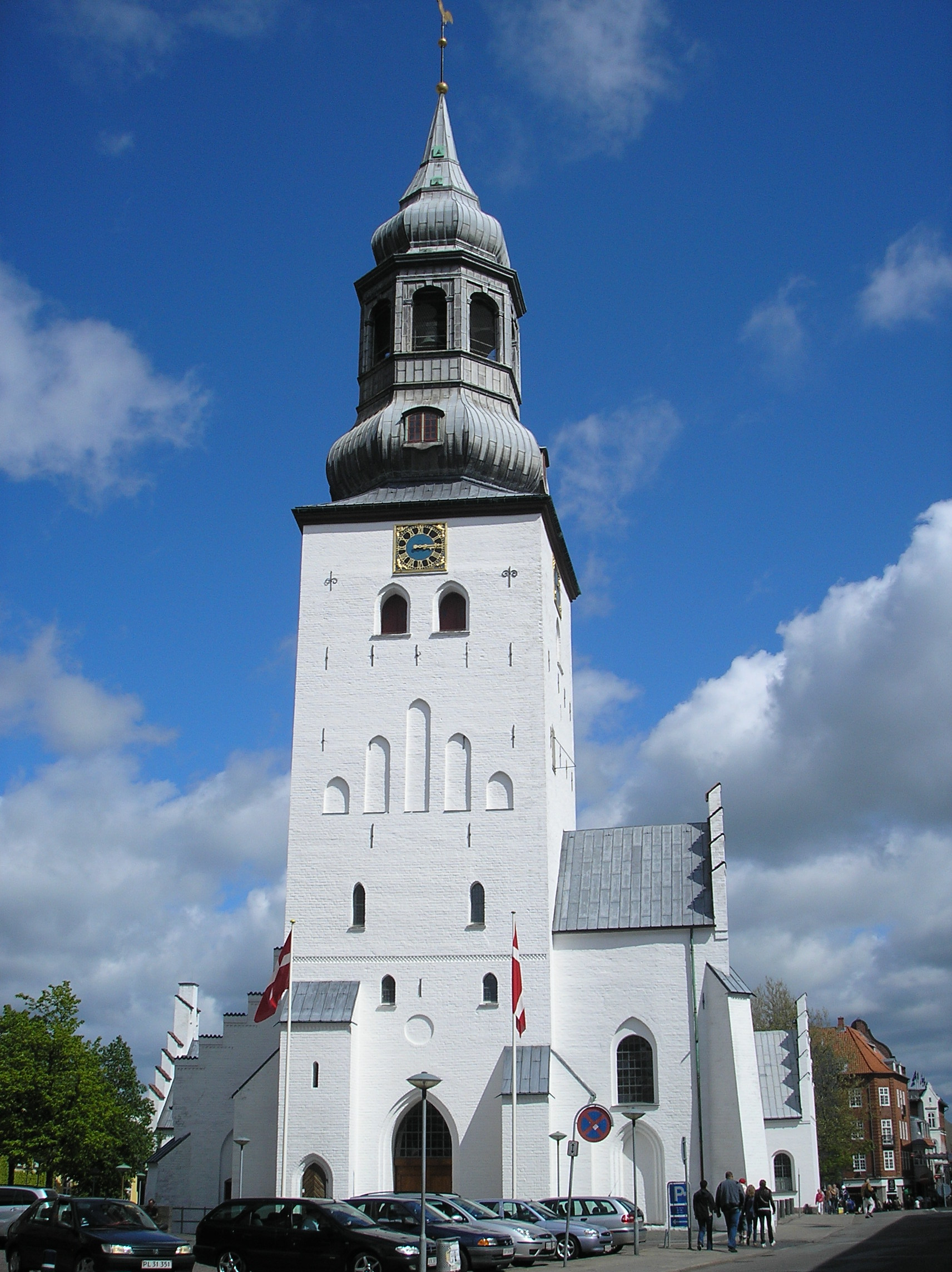
布多爾菲教堂

聖布多爾菲教堂（St Budolfi Church）是位於丹麥城市奧爾堡的一座教堂。

## 历史
布多爾菲教堂始建於12世紀，當時的規模比現在要小得多。現在的布多爾菲教堂修建於14世紀，長56米，寬22米，是一座哥特式建築，使用了丹麥最常見的建築材料修建。